# أونا دوفال
أونا هارييت إيلا ستراتفورد دوفال (دوجديل قبل الزواج) (28 يناير 1879 - 24 فبراير 1975) ناشطة بريطانية في حق تصويت المرأة ومصلحة في مجال الزواج. أثار رفضها قول «وأطيع» في عهود زواجها أخبارًا على مستوى البلاد. اشترت لوحة كريستابيل بانكهرست التي رسمتها ناشطة حق تصويت المرأة إثيل رايت والتي جرى التبرع بها لاحقًا إلى معرض اللوحات الوطني.

## النشأة
كانت أونا الابنة المُستهلة للقائد إدوارد ستراتفورد دوجديل وزوجته هارييت إيلا بورتمان، وكلاهما أيدا حركة حق المرأة في الاقتراع. تلقت أونا تعليمها في كلية شلتنهام للسيدات، وبعد ذلك في هانوفر وباريس حيث درست الغناء. كانت ابنة أخت آرثر بيل، الفيكونت بيل الأول، رئيس مجلس العموم. كان لدى والديها خمسة من الخدم، وكان لديهم منزل لقضاء العطلات بالقرب من أبردين.

## النشاط
قُدمت أونا دوجديل إلى حركة الاقتراع بواسطة فرانك روتر، وفي عام 1907، سمعت كريستابيل بينكهرست لأول مرة تخطب في هايد بارك، وذهبت منذ ذلك الحين في جولة في البلاد مع السيدة بانكهرست لرفع الوعي السياسي ومساعدتها في عملها. بدأت في عام 1908 العمل مع هيلين فريزر في أبردين، حيث خاطبت صيادي السمك (معظمهم من الذكور) في ستونهافن، وصُورت في الانتخابات الفرعية في نيوكاسل عام 1908 وهي تتحدث إلى الناخبين (الذكور) بهدف الحصول على دعمهم.
قادت إحدى شقيقاتها، مارجوري «ديزي» دوجديل (1884-1973)، الموكب للترحيب بإميلين وكريستابيل بانكهرست عند إطلاق سراحهما من السجن في 19 ديسمبر 1908. ألقي القبض على أونا دوجديل في ساحة البرلمان في 24 فبراير 1909 خلال «اقتحام» ناشطات حق تصويت المرأة لمجلس العموم، وبقيت في السجن لمدة شهر واحد. انضمت دوجديل خلال الفترة بين عامي 1909-1910، إلى السيدة بانكهرست في جولتيها في إسكتلندا.
أسست ليدي روندا في عام 1921 مجموعة النقاط الستة لتنظيم حملة من أجل تحسين التشريعات المتعلقة بالاعتداء على الأطفال، والأم الأرملة، والأم غير المتزوجة وطفلها، والحقوق المتساوية في الوصاية للوالدين المتزوجين، والمساواة في الأجر للمعلمين، وتكافؤ الفرص بين الرجل والمرأة في الخدمة المدنية. انضم عدد من ناشطات حق تصويت المرأة، بمن فيهم أونا دوجديل، التي أصبحت واحدة من نائبات الرئيسة.

## جدل الزواج
تزوجت أونا دوجديل من فيكتور دوفال في عام 1912. كان والد دوفال، إرنست تشارلز أوغسطس ديدريش دوفال، مهاجرًا ألمانيًا من خلفية يهودية غالبًا، وكانت والدته وخالته أيضًا عضوتان في الرابطة اليهودية من أجل حق المرأة في التصويت.
كان دوفال مؤسس الاتحاد السياسي للرجال من أجل حق تصويت المرأة، وهو ابن إميلي هايز دوفال وشقيق إلسي دوفال، ناشطتا حق تصويت المرأة. كانت إلسي الشخص الثاني الذي يُطلق سراحه بموجب قانون السجناء (التفريغ المؤقت بسبب اعتلال الصحة) لعام 1913 (ما يسمى قانون القط والفأر)، وهي زوجة هيو فرانكلين. ينتمي دوفال إلى عائلة من الطبقة المتوسطة، أيد أفرادها حق المرأة في التصويت.
أثارت دوجديل فضيحة وطنية في عام 1912 قبل أن تتزوج من فيكتور ديدريش دوفال (1885-1945)، الذي التقت به عندما كان إشبين رجل في حفل زفاف فرانك روتر، إذ قالت دوجديل إنها سترفض استخدام كلمة «أطيع» في عهود زواجها، لكنها فعلت ذلك بعد أن علمت أن حذفها قد يلقي بالشكوك على شرعية الزواج. أقيم حفل الزفاف في كنيسة سافوي، ورافقها والدها وهي تدخل قاعة الزفاف، وحضرت كريستابيل بينكهرست وكونستانس ليتون وبيثيك لورانس وهن يرتدين ألوان الحزب السياسي والاجتماعي للمرأة.
أنجب الزوجان ابنتان، وردت دوجديل على الفضيحة عندما كتبت «أن أحب، أحترم، لكن لا أطيع».